# Moresky 360
Le Moresky 360 est un gratte-ciel de 209 mètres construit en 2005 à Wuxi en Chine.